# Jérôme Cartellier
 (avril 2012).
Si vous disposez d'ouvrages ou d'articles de référence ou si vous connaissez des sites web de qualité traitant du thème abordé ici, merci de compléter l'article en donnant les références utiles à sa vérifiabilité et en les liant à la section « Notes et références ».
Jérôme Cartellier, né Antoine Jérôme Cartillier le 13 avril 1813 à Mâcon et mort le 8 octobre 1892 à Sennecey-le-Grand, est un peintre français. 

## Biographie
Élève d'Ingres, Jérôme Cartellier expose régulièrement au Salon à partir de 1835. Peintre reconnu, il a bénéficié de nombreuses commandes d'État.
Le 19 mars 1874, il est le témoin au mariage de son ami et condisciple aux beaux-arts François Henri Alexandre Lafond (1815-1901) avec Suzanne Brunet à la mairie du 14e arrondissement de Paris.

## Œuvre
Jérôme Cartellier a réalisé des portraits et plusieurs grandes peintures religieuses, notamment :
- une Pêche miraculeuse pour la cathédrale Saint-Pierre de Saint-Flour et une autre pour l'église paroissiale de Paimbœuf ;
- un Ensevelissement du Christ pour la cathédrale Notre-Dame-de-l'Assomption de Clermont ;
- une Conversion de saint Paul pour la chapelle de la citadelle de Lille.

Dans l'église Saint-Pierre de Mâcon est visible une Mise au tombeau, huile sur toile exposée au Salon de peinture et de sculpture de Paris en 1867 et protégée au titre des Monuments historiques en 2025.

Œuvres de Jérôme Cartellier
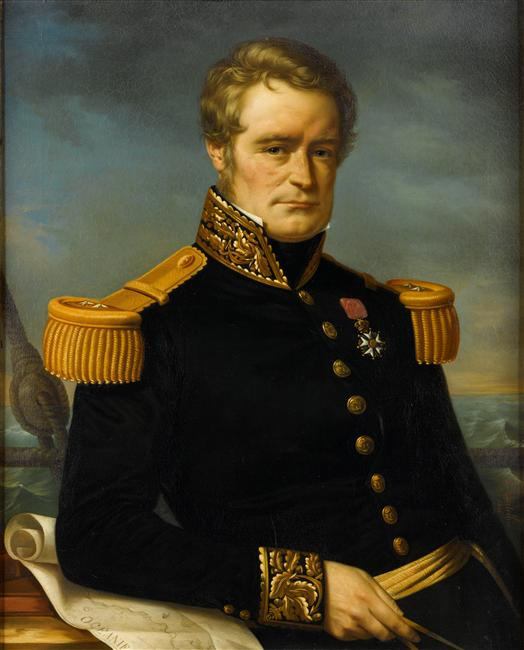
Portrait du contre-amiral Jules Dumont d'Urville (1846), Versailles, musée de l'Histoire de France.
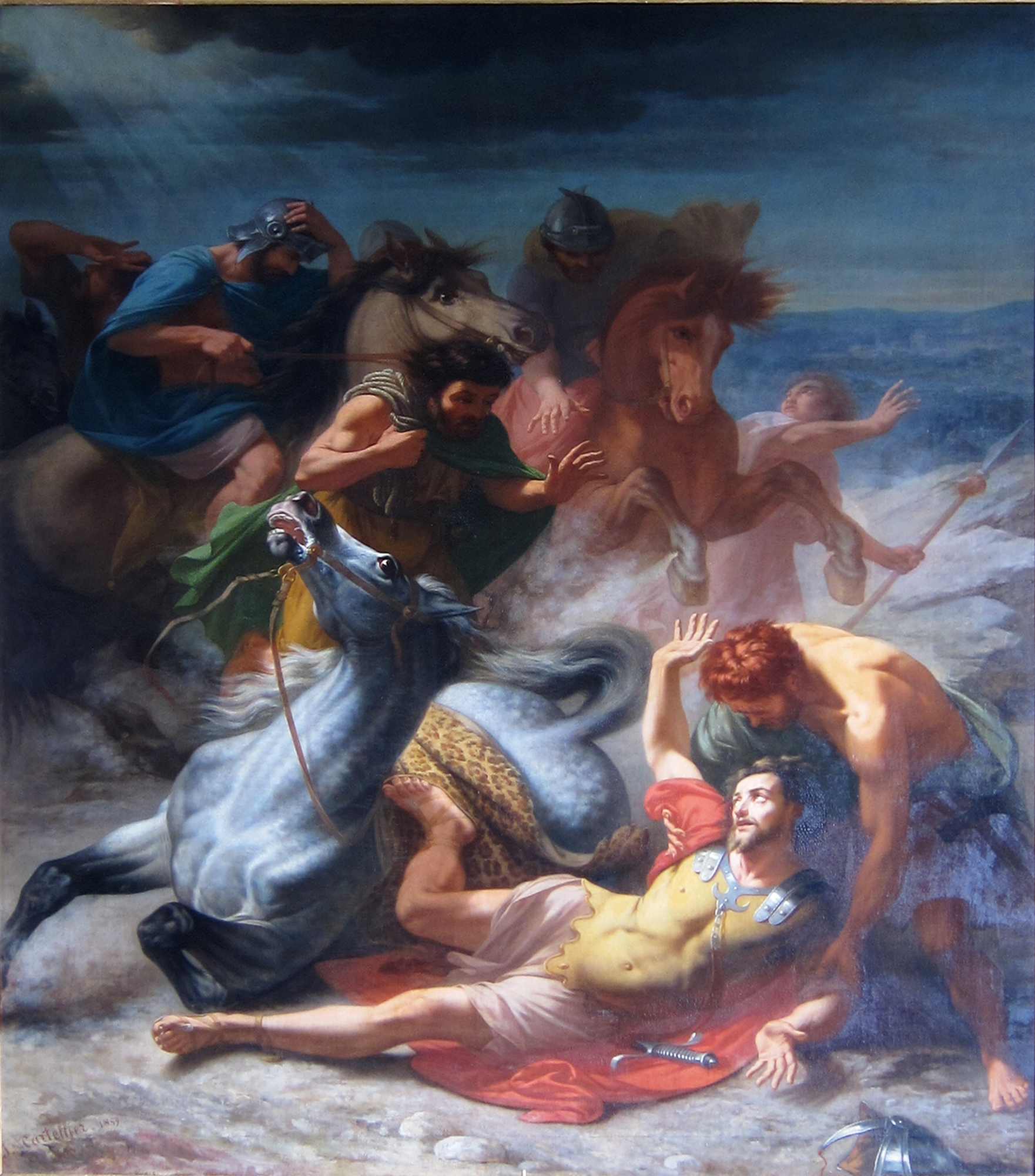
La Conversion de saint Paul (1859), église Saint-Pierre-Saint-Paul de Lille.